# De två kulturerna
De två kulturerna är ett begrepp som myntades 1959 av C.P. Snow i en föreläsning vid Cambridge University som senare publicerades som en bok. Han ansåg att mänskligheten gick att dela upp i två huvudkategorier: "Scientists" (positivister, modernister) och "litterärt intellektuella". Enligt honom var de förra framåtskridande, medan de senare var tillbakablickande. Snow menade att kommunikationen mellan de två grupperna, som tidigare hade varit livaktig, hade upphört och menade att detta var ett problem.
"De två kulturerna" har haft stor inverkan på diskussionen om vad som är "vetenskap" och vad som är "bildning" i Sverige, där "scientist" ibland har översatts till "naturvetare" och "litterärt intellektuell" ibland till "humanist".
The Two Cultures and the Scientific Revolution (1959) är en publicerad version av föreläsningarna i bokform. 1963 kom uppföljaren The Two Cultures: And a Second Look: An Expanded Version of The Two Cultures and the Scientific Revolution.